# Philip F. Fullard
Philip Fletcher Fullard (né le 27 mai 1897 à Wimbledon et mort le 24 avril 1984 à Broadstairs) est un pilote de chasse britannique.
Avec 40 victoires, il est l'un des as de l'aviation de la Première Guerre mondiale.